# Sundamys muelleri validus
Sundamys muelleri validus is een ondersoort van Müllers rat (Sundamys muelleri).
Hij is veel groter dan de andere ondersoort, S. m. muelleri en komt voor in Zuid-Myanmar, Zuid-Thailand, West-Maleisië en omliggende kleine eilanden. Door de grote verschillen in grootte denken Musser & Newcomb (1983) dat het waarschijnlijk een aparte soort is. Mogelijk komt hij voor in het Medan-gebied in het noordoosten van Sumatra, waar ook een aantal andere Maleisische muisachtigen leven. De kop-romplengte bedraagt 209 tot 299 mm, de staartlengte 248 tot 370 mm, de achtervoetlengte 47 tot 55 mm, de oorlengte 20 tot 27 mm en de schedellengte 53 tot 62 mm.
Deze ondersoort heeft de volgende synoniemen:
- Mus validus Miller, 1900 (Trang, Zuid-Thailand)
- Mus mülleri foederis Robinson & Kloss, 1911 (Ulu Temengor, staat Perak, Maleisië)
- Rattus victor Miller, 1913 (Sungai Rompin, staat Pahang, Maleisië)
- Rattus validus terempa Chasen & Kloss, 1928 (Pulau Siantan, Kepualauan Anamba)